# Pakistan i olympiska sommarspelen 2012
Pakistan deltog i de olympiska sommarspelen 2012 som ägde rum i London i Storbritannien mellan den 27 juli och den 12 augusti 2012.

## Friidrott
- Huvudartikel: Friidrott vid olympiska sommarspelen 2012

Förkortningar
- Notera – Placeringar gäller endast den tävlandes eget heat
- Q = Kvalificerade sig till nästa omgång via placering
- q = Kvalificerade sig på tid eller, i fältgrenarna, på placering utan att ha nått kvalgränsen
- NR = Nationellt rekord
- N/A = Omgången inte möjlig i grenen
- Bye = Idrottaren behövde inte delta i omgången

Herrar
Bana och väg
| Idrottare   | Gren  | Heat     | Heat      | Kvartsfinal      | Kvartsfinal      | Semifinal        | Semifinal        | Final            | Final            |
| Idrottare   | Gren  | Resultat | Placering | Resultat         | Placering        | Resultat         | Placering        | Resultat         | Placering        |
| ----------- | ----- | -------- | --------- | ---------------- | ---------------- | ---------------- | ---------------- | ---------------- | ---------------- |
| Liaquat Ali | 100 m | 10.90    | 4         | Gick inte vidare | Gick inte vidare | Gick inte vidare | Gick inte vidare | Gick inte vidare | Gick inte vidare |

Damer
Bana och väg
| Idrottare   | Event | Heat     | Heat      | Semifinal        | Semifinal        | Final            | Final            |
| Idrottare   | Event | Resultat | Placering | Resultat         | Placering        | Resultat         | Placering        |
| ----------- | ----- | -------- | --------- | ---------------- | ---------------- | ---------------- | ---------------- |
| Rabia Ashiq | 800 m | 2:17.39  | 6         | Gick inte vidare | Gick inte vidare | Gick inte vidare | Gick inte vidare |

## Landhockey
Herrar
Coach: Akhtar Rasool
| 1. Imran Shah (GK) 2. Muhammad Irfan 3. Muhammad Rizwan Sr. 4. Muhammad Rizwan Jr. 5. Fareed Ahmed 6. Rashid Mehmood 7. Muhammad Waqas 8. Muhammad Umar Bhutta | 1. Abdul Haseem Khan 2. Shakeel Abbasi 3. Sohail Abbas (C) 4. Muhammad Tousiq 5. Shafqat Rasool 6. Rehan Butt 7. Waseem Ahmad 8. Muhammad Imran |

Reserver:
- Imran Butt (GK)
- Syed Kashif Shah

Gruppspel
| Nr | Lag            | S | V | O | F | GM | IM | MS  | P  |
| -- | -------------- | - | - | - | - | -- | -- | --- | -- |
| 1  | Australien     | 5 | 3 | 2 | 0 | 23 | 5  | +18 | 11 |
| 2  | Storbritannien | 5 | 2 | 3 | 0 | 14 | 8  | +6  | 9  |
| 3  | Spanien        | 5 | 2 | 2 | 1 | 8  | 10 | −2  | 8  |
| 4  | Pakistan       | 5 | 2 | 1 | 2 | 9  | 16 | −7  | 7  |
| 5  | Argentina      | 5 | 1 | 1 | 3 | 10 | 14 | −4  | 4  |
| 6  | Sydafrika      | 5 | 0 | 1 | 4 | 11 | 22 | −11 | 1  |

## Simning
- Huvudartikel: Simning vid olympiska sommarspelen 2012

## Skytte
- Huvudartikel: Skytte vid olympiska sommarspelen 2012